# 独立足球俱乐部
独立足球俱乐部（Independiente F.B.C.），巴拉圭亚松森市的一个足球俱乐部，成立于1925年9月。

## 荣誉
巴拉圭足球丙级联赛 (4): 1962, 1975, 1980, 2001